# Selenita

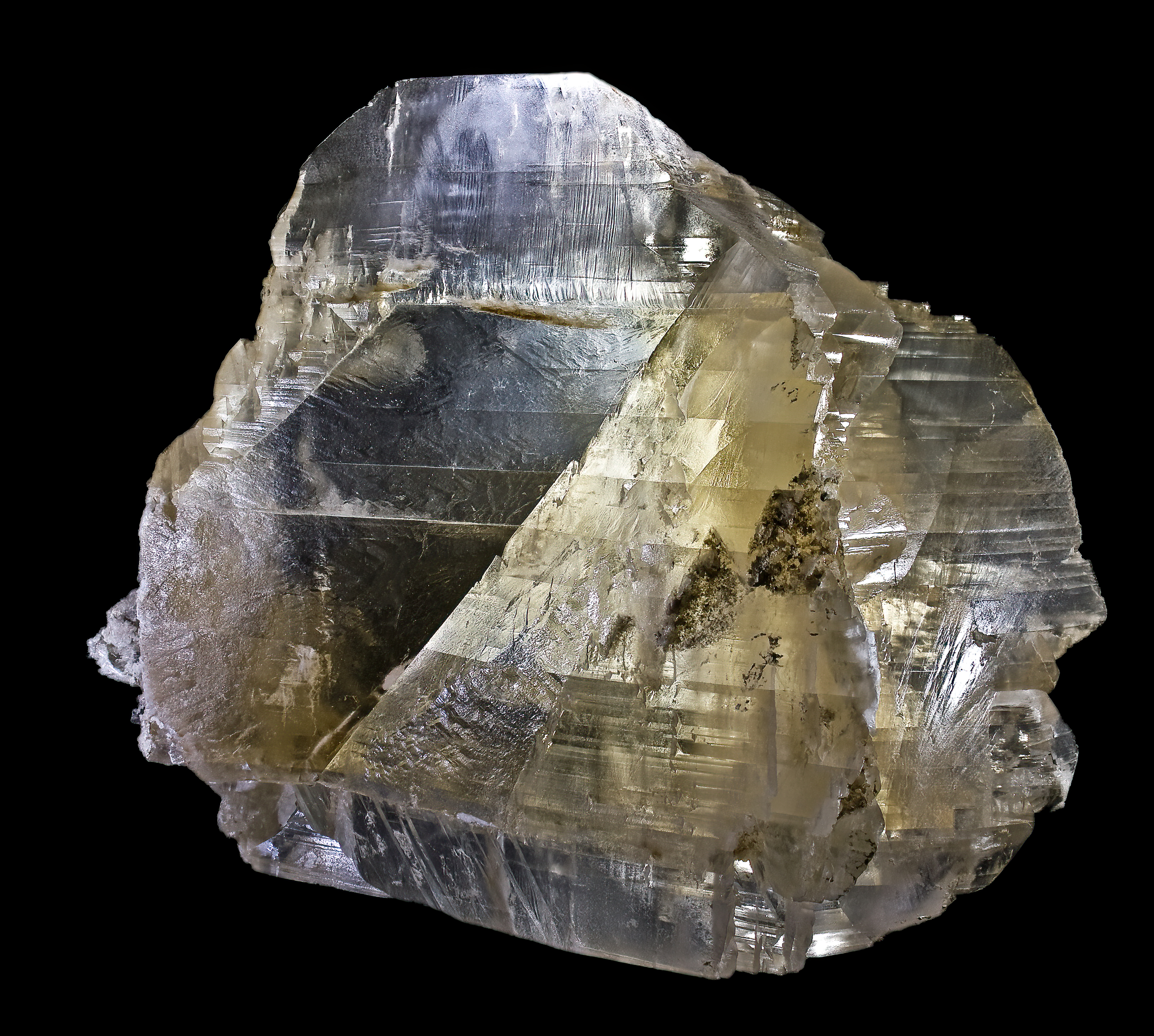
Selenita

A Selenita (português brasileiro) ou Selenite (português europeu) (do grego selēnē, lua) é uma variedade de gipsita bem cristalizada e com aparência vítrea. 
Quimicamente é sulfato de cálcio hidratado e é um mineral natural que é encontrado em rocha pura (branco translúcido) e com estrias definidas. Existe em diferentes cores e formas. Pode ser encontrado em toda a Europa, México, e em minas no sudoeste dos Estados Unidos.   
O termo também designa (a) o hipotético habitante da lua ou (b) um cristal usado para meditação.